# Rodrigo Garza
Rodrigo Garza Barbero (* 3. Dezember 1979 in Madrid) ist ein ehemaliger spanischer Hockeyspieler. Er belegte bei den Olympischen Spielen 2008 mit der spanischen Nationalmannschaft den zweiten Platz, war 2006 Weltmeisterschaftsdritter und 2005 Europameister.

## Karriere
Der 1,82 m große Rodrigo Garza debütierte 1998 in der spanischen Nationalmannschaft. Bei den Olympischen Spielen 2000 in Sydney belegten die spanische Mannschaft den neunten Platz. Zwei Jahre danach schnitt die spanische Mannschaft bei der Weltmeisterschaft in Kuala Lumpur mit einem elften Platz auch nicht erfolgreich ab. 2003 fand die Europameisterschaft in Barcelona statt. Erstmals seit der Europameisterschaft 1974 in Madrid gewannen die Spanier wieder eine Medaille, als sie erst im Finale mit 5:6 gegen die deutsche Mannschaft verloren. Im Jahr darauf bei den Olympischen Spielen in Athen gewannen die Spanier ihre Vorrundengruppe vor den Deutschen.  Nach einer 3:6-Niederlage gegen die australische Mannschaft im Halbfinale trafen die Spanier im Spiel um den dritten Platz wieder auf die Deutschen und unterlagen 3:4 nach Sudden Death in der Nachspielzeit durch ein Tor von Björn Michel.
2005 bei der Europameisterschaft in Leipzig trafen die Spanier im Halbfinale auf die deutsche Mannschaft und gewannen 3:2, im Finale bezwangen sie die Niederländer mit 4:2. Im Jahr darauf fand auch die Weltmeisterschaft 2006 in Deutschland statt, und zwar in Mönchengladbach. Die Spanier belegten in der Vorrunde den zweiten Platz hinter den Australiern. Im Halbfinale unterlagen sie den Deutschen nach Siebenmeterschießen, gewannen aber die Bronzemedaille durch ein 3:2 gegen die südkoreanische Mannschaft. 2007 bei der Europameisterschaft in Manchester bezwangen die Spanier im Halbfinale die deutsche Mannschaft nach Verlängerung und Penaltyschießen. Im Finale unterlagen sie den Niederländern mit 2:3. 2008 nahm Rodrigo Garza zum dritten Mal an Olympischen Spielen teil. Die Spanier unterlagen in der Vorrunde den Deutschen mit 0:1, belegten aber den ersten Platz ihrer Vorrundengruppe. Im Halbfinale besiegten die Spanier die Australier mit 3:2. Im Finale trafen sie wieder auf das deutsche Team und verloren mit 0:1.